# George Barbu Știrbei
Pour les autres membres de la famille, voir Bibescu.
Pour les articles homonymes, voir Barbu Știrbei.
Le prince Gheorghe Barbu Știrbei , dit Prince Georges B. Stirbey (Bucarest, 1er avril 1828 - Paris, 13 août 1925) est un homme politique roumain, ministre de la guerre de Valachie et ministre des Affaires étrangères de la Principauté de Roumanie du 15 juillet 1866 au 21 février 1867.

## Biographie
Gheorghe Știrbei est le fils du prince Barbu Știrbei et frère du ministre Alexandru B. Știrbei (ro) (père du premier ministre Barbu Știrbei). En 1895, il épouse la veuve de Gustave Fould, Wilhelmine Joséphine Valérie Simonin (connue sous le pseudonyme de Mlle Valérie, comme comédienne), et sous celui de Gustave Haller (comme sculptrice, dramaturge et critique d'art). Il adopte dès 1889, ses deux filles (toutes deux peintres) : Consuelo Fould et  Achille Valérie Fould (plus connue sous son nom d'artiste Achille-Fould).
A douze ans en 1840, son père l'envoie faire des études à Paris à l'Ecole Bollin et ensuite au lycée Louis-le-Grand. Il obtient son diplôme de baccalauréat en 1847. Par la suite, Il étudie parallèlement à  l'École d'administration, à la faculté de droit et au Collège de France de 1848 à 1850. 
À la suite de la révolution roumaine en 1848, il devient prince et il retourne en 1850 en Valachie qui est gouvernée à cette époque par son père. Il sert au sein des forces valaques avec le grade de major, puis de colonel et accompagne son père dans ses fonctions officielles.  
En 1853, Il est contraint de quitter son pays à la suite de l'occupation russe des principautés roumaines, prémices de la Guerre de Crimée. Il passe au service du Second Empire comme aide de camp dans la cavalerie française. Il complète son éducation militaire en suivant les cours de l'Académie de guerre de Prusse et l'Ecole militaire de Saint-Cyr. En 1855, la défaite russe consécutive à la Guerre de Crimée lui permet de retourner en Valachie où il est nommé général valaque et ministre de la guerre. 
Par la suite, il est ministre des Affaires étrangères de la Principauté de Roumanie du 15 juillet 1866 au 21 février 1867 dans le gouvernement Ion Ghica II. 
Naturalisé français, il vit à partir de 1869, à Courbevoie, au château de Bécon. 
Il est également collectionneur et mécène (notamment de Carpeaux). 
Il est enterré au cimetière du Père-Lachaise aux côtés de son épouse, de Consuelo Fould et du mari de cette dernière (marquis de Grasse des Princes d'Antibes), dans la division 70 (et non 69).

## Distinctions
- Commandeur de la Légion d'honneur[4].

### Sources
- Gabriel Badea-Päun, « Le prince Georges B. Stirbey, mécène et collectionneur de Carpeaux », dans Bulletin de la Société de l’Histoire de l’Art français, 2010, p. 375-387. Repris en traduction roumaine dans : Mecena şi comanditari, artă și mesaj politic, Bucarest, Noi Media Print, 2009, p. 22-41.